# I cavalieri che fecero l'impresa
I cavalieri che fecero l'impresa è un film del 2001 diretto da Pupi Avati. 
Tratto dal romanzo omonimo pubblicato l'anno precedente dal regista bolognese, narra una storia di fantasia sulle avventurose gesta che portarono la sacra Sindone in terra di Francia.

## Trama
Monastero di St. Denis, 1272. Il frate Giovanni da Cantalupo va a fare visita alla tomba di Luigi IX di Francia, detto il Santo, per narrare al defunto la storia dei cinque cavalieri che portarono a compimento l'impresa che a lui fu affidata dal re durante l'ottava crociata.
Il frate, inviato da re Luigi nel regno di Prete Gianni, apprende che per trovare una preziosa reliquia, il sudario di Gesù Cristo deposto dalla croce, deve cercare “colui che cuoce sui sassi il pane del re”.
Nel frattempo, nel castello di Clarendon, in Inghilterra, Ugo di Clarendon racconta al figlio Simon che Guglielmo di Sonnac, Maestro del Tempio, colpito a morte a Mansura durante la precedente sfortunata crociata, nella sua agonia gli affidò un terribile segreto che doveva assolutamente essere riferito al re Luigi. Ugo, guidato verso la salvezza dal re francese, non ebbe però il coraggio di riferirgli quell'incredibile segreto. Poiché è stata intrapresa la nuova crociata, il signore di Clarendon ha ora messo per iscritto quel segreto per far finalmente sapere a Luigi IX qualcosa di incommensurabile che potrà valergli gloria eterna anche nel caso di mancata vittoria e affida la missiva al giovane figlio che, rivestito delle sue armi di cavaliere, dovrà portarla al re, accampato davanti a Tunisi.
Intanto, nell'accampamento francese a Tunisi, re Luigi IX, affetto da dissenteria, è arrivato alla fine dei suoi giorni. Dopo la sua morte, mentre vengono prelevate le sue reliquie per essere in seguito portate in Francia, frate Giovanni cena insieme a Jean de Cent Acres. Jean racconta di essere stato fatto cavaliere dal re perché ogni giorno, da quando il sovrano francese ormai non riusciva più a mangiare altro a causa della dissenteria, gli portava il pane dei bracconieri, così chiamato perché cotto alla maniera dei cacciatori, su sassi roventi tolti dal fuoco. Giovanni comprende che Jean è l'uomo indicatogli da Prete Gianni, ma, mentre cerca di rivelare al giovane che è lui il cavaliere designato ad una grande impresa, questi non gli dà ascolto e se ne va.
Mentre Simon, ignaro della morte del buon re, intraprende il suo viaggio e si trova ormai tra alte montagne, in un villaggio, un giovane fabbro, Giacomo d'Altogiovanni, nella fucina del mastro Rolando dal Gesso, sta portando a termine una spada da consegnare a un misterioso cavaliere il giorno di Sant'Aureliano. Il padrone, volendo metterlo a parte del segreto per creare una spada invincibile, lo conduce in un'oscura grotta e lo inizia a un'arte diabolica facendogli ripetere il Padre Nostro al contrario davanti a un crocefisso capovolto. Di ritorno dalla grotta, Rolando, dopo aver lasciato il discepolo celato tra le frasche, viene fatto prigioniero con l'accusa di aver invocato il demonio. Giacomo assiste di nascosto all'esecuzione del maestro, bruciato vivo all'interno di un forno, per poi tornare nella grotta e temprare la spada secondo le istruzioni del maestro.
Intanto, nella stessa contrada, due cavalieri, Vanni delle Rondini e suo cugino Ranieri di Panico, si allenano a combattere e Ranieri si complimenta col parente per la sua bravura con le armi; l'unica cosa che gli manca è una buona lama che non si spezzi mai.
I soldati francesi, di ritorno da Tunisi, giungono nelle terre controllate dal conte di Panico, padre di Ranieri, che, pur essendo un bigotto, è a capo di una banda di taglieggiatori chiamata “Lupi Rapaci”. Arrivati a un castello, vengono a sapere dall'unico sopravvissuto che per attraversare il valico devono avere il permesso del conte. Jean de Cent Acres e il suo comandante si presentano al padre di Ranieri e, nonostante l'opposizione del figlio, desideroso di confrontarsi in armi con i francesi, riescono a ottenere il permesso di passare a condizione di far sostare le reliquie di re Luigi nel vicino monastero al fine di impetrare miracoli.
Intanto Vanni, giunto alla bottega di Rolando, ne constata l'abbandono e la distruzione che vi aleggiano e cerca di capire che cos'è accaduto. All'improvviso gli si para dinanzi Giacomo con la spada pronta come promesso. Prima di dargliela, però, il giovane fabbro riesce a strappare al cavaliere la promessa di proteggerlo a tutti i costi se la spada sarà di suo gradimento. Subito dopo Giacomo viene catturato, ma Vanni prontamente lo libera facendo strage delle guardie con la potente spada.
Nel mentre, Ranieri si reca a un convento di suore per avvisarle del fatto che ci sarà una messa in suffragio del re dei Franchi e, sapendo dell'arrivo di una novizia, si introduce con la forza nel convento deciso a coglierne la verginità. In quel momento giunge, in cerca di ospitalità, anche Simon e le suore lo pregano di aiutare la giovane braccata da Ranieri. Nella lotta che ne segue, Ranieri trova la lettera di Ugo di Clarendon nella tasca di Simon e, tenendolo bloccato, la fa leggere ad una suora. Venendo a sapere della Sindone, Simon approfitta di un momento di distrazione di Ranieri e cerca di recuperare la lettera, ma viene a trovarsi in un punto privo di assito del pavimento, scivola da una trave e precipita per diversi metri, dando modo a Ranieri d'impadronirsi della preziosa lettera.
Nel frattempo Vanni, con l'aiuto di Giacomo, diventato suo scudiero, si prepara per una missione mercenaria: recuperare da un villaggio lì vicino alcuni oggetti di valore sottratti ad una chiesa. Nonostante i villici rivendichino il legittimo possesso dei preziosi, il cavaliere massacra un uomo che gli ha fatto resistenza e recupera gli oggetti.
Nel monastero in cui sostano le reliquie di re Luigi, la suora che ha assistito alla lotta tra Ranieri e Simon cerca di parlare con i monaci, ma, a causa della ressa dei fedeli, non riesce a farsi sentire. Trovato in disparte Giovanni da Cantalupo, rivela a lui la gravità di ciò che ha letto nella lettera di Clarendon.
Ranieri, rincontratosi con il cugino, mostra la lettera a Vanni tentando di convincerlo a partire con lui per portare la sacra tela in Francia e riceverne gloria e potere. Il cugino è scettico sulla possibilità di una riuscita e non vuole partire, così Ranieri gli rivela che è ricercato dal padre per aver massacrato un arciprete.
Nella stessa notte, Giovanni da Cantalupo giunge nell'accampamento dei soldati francesi che stanno scortando le ossa di Luigi IX a Parigi per trovare Jean de Cent Acres e andare con lui al convento dove si trova Simon, ferito gravemente dalla caduta ma ancora vivo. Qui, il giovane inglese viene a sapere che il re è morto molti mesi prima e Giovanni chiede al giovane se è vero che nella lettera del padre è scritto che la più santa reliquia della cristianità è celata dai nemici del re in una località sconosciuta del ducato di Tebe. Simon conferma la notizia e viene a sapere che la lettera è ora nelle mani di uomini senza Dio che cercano solo un tornaconto personale. Per questo motivo, seppur gravemente ferito e morente, Simon chiede a Jean di partire con lui alla ricerca di questi uomini.
Il mattino seguente, Vanni, Ranieri e Giacomo giungono in un monastero per chiedere ospitalità per la notte e come garanzia mostrano la missiva indirizzata al re di Francia. Stranamente il loro arrivo è accompagnato da una scossa di terremoto e, quando giungono nel refettorio, dove si trovano tutti i frati, prende subito la parola un vecchio frate cieco che nutre forti dubbi nei riguardi dei cavalieri perché se sono alla ricerca di una cosa così pura e sacra non dovrebbero essere accompagnati da oscuri presagi. Il cieco domanda in quanti sono alla ricerca della sacra tela e Vanni afferma che sono in due, ma il frate sente la presenza di un'altra persona lì con loro e, con meraviglia di tutti i presenti, si dirige nel punto in cui si trova accucciato Giacomo, timoroso e impaurito dal servo di Dio che, anche se condannato a un'eternità di tenebre a causa della cecità, riesce a vederlo. Il frate chiede al fabbro se è stato battezzato e, dopo averne avuto la conferma, gli dice di farsi il segno della croce per dimostrarsi innocente. Il giovane non ci riesce perché ormai è dominato da Satana e comincia a piangere. Il cieco dunque ordina che i due cavalieri lascino il convento la notte stessa, mentre Giacomo sarà consegnato alle autorità per essere interrogato.
Jean e Simon, viaggiando lungo la costa, si rifugiano per la notte in una grotta. Ormai in punto di morte, Simon confida gli ultimi segreti a Jean, che dovrà proseguire da solo in questo viaggio: molti uomini al seguito di re Luigi IX sono legati da tempo a una setta eretica stanziata in Grecia che usa la Sindone per riti blasfemi e al cui capo è Amaury De La Roche, il favorito del re. Infine, in ultimo sforzo, Simon parla di una principessa monca di una mano e di un piede e quindi si accascia. Mentre Jean piange l'amico, entra nella grotta un uomo che, mentre un altro lo tiene sotto tiro con arco e freccia, gli pone una serie di domande e poi lo conduce in casa sua portando anche il corpo esanime di Simon. Dopo aver posto una pecora appena uccisa sul petto di Simon, passano la notte in preghiera e la mattina dopo, miracolosamente, Simon si risveglia come se si fosse solo addormentato. Dopo aver capito che colui che li ha ospitati non è un semplice pastore ma anche un taumaturgo, lo ringraziano e ripartono alla ricerca dei ladri della lettera. Ma prima il pastore strappa a Simon la promessa di essere umile e misericordioso con chiunque e soprattutto con i suoi nemici. Finalmente, dopo lungo peregrinare, scorgono Ranieri solo, con tre cavalli al seguito, che attraversa un ponte. Jean carica la balestra per ucciderlo, ma Simon decide di mettere subito in pratica la sua promessa e si avvicina al nemico senz'armi. Ranieri lo minaccia di morte non appena lo riconosce e gli intima di non avvicinarsi. Simon si mette in ginocchio e gli promette di restare così finché non accetterà le sue scuse. Il cavaliere di Panico si allontana, ma a notte ritorna, cercando di capire come mai Clarendon non ha combattuto per riprendersi la lettera e gliela ridà indietro perché ormai non sa che farsene. Infatti suo cugino Vanni è stato condannato a morte insieme a Giacomo poiché ritenuto colpevole di aver evocato il diavolo insieme al suo scudiero. Ranieri è intenzionato a salvarli e i due cavalieri si uniscono a lui. Il mattino dopo i tre riescono a strappare Vanni e Giacomo dal patibolo e a scappare. Mentre Vanni sutura la ferita del cugino, gli altri due cavalieri si mettono in viaggio per la Grecia, ma subito si ritrovano nei guai: i soldati del signore che aveva condannato Vanni e Giacomo a morte e che ora cercano i fuggitivi li attaccano e Jean viene catturato. Simon si rincontra con Ranieri, Vanni e Giacomo e insieme riescono a salvare il loro compagno d'armi. Decidono quindi di proseguire insieme il viaggio verso Tebe, ma Giacomo, avendo rinnegato Cristo, dovrà assoggettarsi alla condizione di servo.
Dopo aver subito, durante il sonno notturno, un nuovo attacco da parte dei soldati locali ed essere scampati grazie a Giacomo che dormiva in disparte, i cavalieri incontrano un giovane monaco che li conduce a un monastero sul mare, sorto proprio per dare assistenza ai crociati nei loro viaggi da e per la Terra Santa. Qui fanno la conoscenza di Delfinello da Coverzano, il monaco che trasportava un tempo i soldati su una nave ormai diventata relitto, e un vecchio cavaliere in fin di vita il quale confida loro che il solo modo per trovare la principessa monca che li guiderà verso la Sindone è attenderla sulla strada di Kiritis, vicino a Tebe, poiché ella ci passa ogni ultimo venerdì del mese per andare non si sa dove. Così i cinque uomini, con l'aiuto di Delfinello e grazie alla maestria di Giacomo, rimettono a nuovo la nave e prendono il largo. Ormai in viaggio, Delfinello inizia prima a sospettare e poi a convincersi che Giacomo è preda del demonio. Vanni non crede che il suo scudiero sia posseduto, ma Delfinello insiste affermando che, se lui rimarrà con i cavalieri, l'impresa sarà destinata a fallire. Con un tranello, Giacomo viene attirato nella stiva e ingabbiato in una rete per pescatori, per essere esorcizzato. Tra urla sovraumane e lamenti, il monaco procede con il rito e l'esorcismo va avanti tutta la notte lasciando Giacomo in stato di trance.
Presa terra, i cavalieri salvano la vita a un greco inchiodato a un albero per una mano e, dopo averlo portato sulla nave e aver ripreso a navigare lungo la costa greca, vengono a sapere da lui che i cavalieri traditori del re Luigi IX avevano fatto costruire proprio sotto Tebe un labirinto pieno di cunicoli in cui nascondere tutti i tesori depredati a Bisanzio, tra cui una sacra reliquia. Giacomo, intanto, finalmente tornato in sé, apprende da Vanni che gli altri hanno deciso di liberarlo solo al ritorno dall'impresa. Approdati finalmente in Beozia, il greco scompare misteriosamente e i cavalieri non sanno come procurarsi i cavalli per raggiungere Tebe.
La notte cala velocemente e, mentre Simon fa il suo turno di guardia, torna il greco che afferma di essere andato in avanscoperta per cercare un modo di arrivare alla strada di Kiritis senza imbattersi nei soldati e di aver tracciato la via, ma non appena Simon abbassa la passerella per farlo salire a bordo, tradisce la fiducia accordatagli e la nave viene assalita dai soldati. Colti di sorpresa, i cavalieri e il monaco vengono sopraffatti e legati. Giacomo, liberato in tempo da Vanni, uccide due soldati scesi a controllare la stiva e poi anche il greco, ma alla fine deve uscire in coperta per evitare che i suoi amici siano decapitati. Il diversivo, però, ha dato modo a Vanni di staccare un chiodo sporgente dalla murata della nave e di usarlo per liberare sé stesso e gli altri. Mentre i soldati si contendono le armi dei cavalieri, questi li assalgono uccidendoli tutti. Il mattino dopo, sotterrati i morti e appropriatisi dei loro cavalli, partono alla ricerca della strada per Kiritis insieme a Giacomo ormai libero dal maligno e nominato dagli altri cavaliere, come riconoscenza per averli salvati.
Dopo aver finalmente trovato la strada per Kiritis, si appostano l'ultimo venerdì del mese sul ciglio della strada, nascosti da alti cespugli e finalmente vedono passare su un carro la principessa monca. Seguendola si ritrovano in un piccolo cimitero fuori città dove c'è l'entrata per il labirinto. Trovata la cripta dove è celata la santa reliquia, osservano di nascosto Amaury De La Roche con alcuni suoi uomini e la principessa compiere empi riti davanti alla Sindone. Non appena vanno via, Giacomo riesce ad aprire il cancello della cripta e a scardinare la porta del tabernacolo in cui è custodita la santa tela. Simon afferma che l'unico che può toccarla è Jean, poiché molti segni inviati dal cielo l'hanno reso degno di tale privilegio. Fuggiti via con la Sindone avvolta intorno al petto di Jean, tornano a bordo della nave sani e salvi, con la commozione di Delfinello alla vista della tela.
Tornati da Giovanni da Cantalupo, insieme a lui si recano in Francia dove Jean si rivolge al suo comandante per sapere a chi possa essere affidato il sacro lino. Per il trasporto della tela a Parigi viene designato Goffredo di Charny, un nobile francese vicino alla corona, ma quando s'incontrano con lui e stanno per rivelare i nomi dei traditori della corte di Francia, Jean, Simon e Giovanni vedono sopraggiungere Amaury de La Roche con i suoi uomini. Sebbene il nobile e il comandante di Jean affermino che Amaury si trovi lì solo per precauzione, i tre uomini comunicano che, non avendola con loro, consegneranno la tela il giorno dopo. Tornati indietro, capiscono ormai di essere stati traditi e, subito dopo aver messo in salvo Giovanni quale custode della verità, decidono di affrontare la sorte e vanno a consegnare la Sindone al signore di Charny e al suo seguito. Non appena si ritirano con la speranza di poter far ritorno alle proprie terre, i cinque cavalieri si ritrovano circondati da centinaia di uomini, mandati dai traditori del re, pronti a metterli a tacere per sempre. Raccogliendo tutto il loro ardimento e dopo essersi fatti giuramenti di amicizia, lealtà e amore eterni, i cinque cavalieri si lanciano alla carica di quell'enorme esercito e, uno a uno, cadono sotto i colpi dei soldati che alla fine nascondono i loro corpi nel cuore della foresta.
Ecco che quindi Giovanni, dopo aver finito di raccontare la sua storia al defunto re, afferma che i nomi dei cinque dovranno essere dimenticati per sempre, ma al contempo, essi vivranno in eterno, grazie alle loro gesta, a protezione di Luigi IX e della sua tomba. Udendo risuonare tra le navate le loro grida di guerra, il frate meravigliato e felice lascia il monastero. Solo ottant'anni dopo, la Sindone verrà esposta a Lirey, nella diocesi di Troyes.

### Personaggi e interpreti
Ognuno dei cavalieri aveva un carattere molto singolare e la luna li ha indirizzati per tale compito. Come dice il monaco infatti:
- ”Chi di loro venne concepito nella tredicesima luna visse nell'onore e nella felicità di ogni cosa intrapresa: Jean de Cent Acres (Stanislas Merhar) fu concepito nella tredicesima luna”.
- “Chi invece fu concepito nella ventottesima luna ebbe carattere contorto e comportamento audace: Ranieri di Panico (Marco Leonardi) fu concepito nella ventottesima luna”.
- “Chi venne concepito nella ventitreesima luna fu benevolo ma fu vittima di malefizi oscuri: Giacomo di Altogiovanni (Raoul Bova) fu concepito nella ventitreesima luna”.
- “Chi venne concepito nella prima luna onorò solo chi seppe riconoscere i meriti della sua arte guerresca: Vanni delle Rondini (Thomas Kretschmann) fu concepito nella prima luna”.
- “Chi venne concepito nella quinta luna ebbe sempre sguardo nuovo sulle cose del creato: Simon di Clarendon (Edward Furlong) fu concepito nella quinta luna”.

## Produzione
Il film è girato in Puglia ed utilizza principalmente il paesaggio e l'architettura di Barletta, con parecchie sequenze nel fossato del castello, e di Otranto per l'ambientazione storica.
Ma le location sono moltissime: si va dal Gargano (con la Foresta Umbra, l'azienda La Torre e l'Abbazia di S. Maria di Kalena, i paesi di Vico del Gargano, Monte Sant'Angelo, la spiaggia di Manacore a Peschici, l'Abbazia di San Leonardo in Lama Volara a Siponto) a Conversano (per la spedizione in Terrasanta il chiostro del convento di Santuario di Santa Maria dell'Isola di Tropea), poi sul litorale a Polignano a Mare ed infine a Brindisi. Le riprese sono state effettuate anche in Umbria, a San Terenziano vicino a Todi e in altri luoghi tra i quali l'eremo di Montecorona nei pressi di Umbertide e in località "I Prati" di Stroncone, e nel Lazio, a torre Astura di Nettuno, Sermoneta e Canino.

## Riconoscimenti
- 2002 - David di Donatello
  - Nomination Migliori costumi a Nanà Cecchi
- 2001 - Nastro d'argento
  - Nomination Migliore fotografia a Pasquale Rachini
  - Nomination Migliore scenografia a Giuseppe Pirrotta
  - Nomination Migliori costumi a Nanà Cecchi
- 2001 - Globo d'oro
  - Nomination Miglior regista a Pupi Avati